# Vox Luminis
Vox Luminis is een Belgisch vocaal ensemble, dat zich voornamelijk toelegt op de vocale muziek van Italië, Engeland en Duitsland van de 17e en 18e eeuw. Vox Luminis heeft een wisselende bezetting, meestal bestaande uit solozangers, een continuo en een instrumentale sectie.

## Geschiedenis
Vox Luminis is opgericht in 2004 op initiatief van de Franse fluitist en trompettist Lionel Meunier Het eerste optreden was een concert in de muziekacademie IMEP (Institut Supérieur de Musique et de Pédagogie) in Namen. Sindsdien bestaat het in variabele bezettingen ( continuogroep en andere instrumentalisten), de kern bestaat uit 8 tot 13 vocalisten en 2 continuo-muzikanten, waarvan de meeste oorspronkelijk komen uit het Koninklijk Muziekconservatorium van Den Haag. In 2009 vestigde het ensemble zich in Namen. De samenstelling van zangers kenmerkt zich voornamelijk door een samenhang van stemkleuren, hoewel er ook ruimte is voor de individuele kwaliteit en persoonlijkheid van de zangers.
Vox Luminis treedt vaak op in festivals over heel Europa, zoals het Festival van Ambronay, de Rencontres Musicales van Vézelay, het Festival Saint-Michel en Thiérache, Juillet Musical in Saint-Hubert, Festival van Vlaanderen, Festival de Wallonie, Festival Oude Muziek Utrecht, Musica Antiqua in Brugge, Festival van Saintes, Cultureel Centrum van Belem in Portugal, Musikfest in Bremen en Stuttgart, Bach Festival in Combrailles, Bach Academie van Arques-la-Bataille. Het ensemble heeft ook al gespeeld in Europese zalen als Wigmore Hall in Londen, het Auditorium du Louvre in Parijs, l’Auditorio Nacional de Música in Madrid, deSingel in Antwerpen en Bozar in Brussel.
Naast optredens heeft Vox Luminis meerdere cd-opnames op zijn naam staan, bij verschillende labels: Ricercar, Alpha Classics, Ramée en Musique en Wallonie.
In 2012 brak het ensemble internationaal door dankzij haar derde cd, de ‘Musikalische Exequien’ van Heinrich Schütz. Deze werd bekroond met een Gramophone Award of the Year, een International Classical Music Award, een Diapason d’Or, de Cecilia-prijs van de Belgische muziekpers en de Gramophone Award Vocal Baroque Recording of the Year.
In 2018 was Vox Luminis de laureaat van 'ensemble van het jaar' van de radiozender Klara. In datzelfde jaar won de plaat "Eine feste Burg ist unser Gott" Luther and the Music of the Reformation de BBC Music Magazine Award 2018 , met de titel “choral award winner”.
In 2019 kreeg het ensemble nog een Gramophone Music Award, in de categorie “Choral” voor de cd van ‘Buxtehude: Abendmusiken’.

## Discografie
- 2007: Domenico Scarlatti, Stabat mater
- 2010: Samuel Scheidt, Sacrae Cantiones
- 2010: Reformatie en contrareformatie
- 2011: Heinrich Schütz, Musicalische Exequien
- 2012: Reinhard Keizer, Brockes Passion met het barokorkest Les Muffatti
- 2015: Bach: Johann, Johann Christoph, Johann Michael, motetten
- 2015: Roland de Lassus, Biographie musicale Vol.5
- 2016: Johann Joseph Fux en Johann Caspar von Kerll, Requiem
- 2016: Actus Tragicus: Johann Sebastian Bach, Cantates BWV 106, BWV 150, BWV 131, BWV 12
- 2017: Ein feste Burg ist unser Gott: Luther and the music of the reformation
- 2017: Bach: Magnificat / Haendel: Dixit Dominus
- 2018: Buxtehude - Abendmusiken
- 2018: Henry Purcell, King Arthur
- 2019: Bach: Kantaten - Heinrich; Johann Christoph; Johann Michael; Johann Sebastian
- 2020: Charpentier ∙ Orphée aux enfers
- 2020: A renaissance collection
- 2020: Andreas Hammerschmidt ∙ Ach Jesus stirbt
- 2021: Heinrich Ignaz Franz Biber, Requiem, met het Freiburger Barockkonsort (Alpha 665)